# Centre national des indépendants et paysans
Das Centre national des indépendants et paysans (kurz CNI oder CNIP; „Nationales Zentrum der Unabhängigen und Bauern“) ist eine konservative, wirtschaftsliberale und EU-skeptische Partei der gemäßigten Rechten in Frankreich. Sie wurde am 6. Januar 1949 als Centre national des indépendants gegründet und trägt ihre heutige Bezeichnung seit der Vereinigung mit der Bauernpartei (Parti paysan) im Jahr 1951. Bis 1962 gehörte sie zu den wichtigsten Parteien des Landes mit 90 bis 120 Abgeordneten. Seither ist sie eine Kleinpartei. Zwischen 2002 und 2009 war sie korporatives Mitglied der Union pour un mouvement populaire (UMP) von Nicolas Sarkozy. Parteivorsitzende ist seit dem Jahr 2016 Bruno North.

## Persönlichkeiten

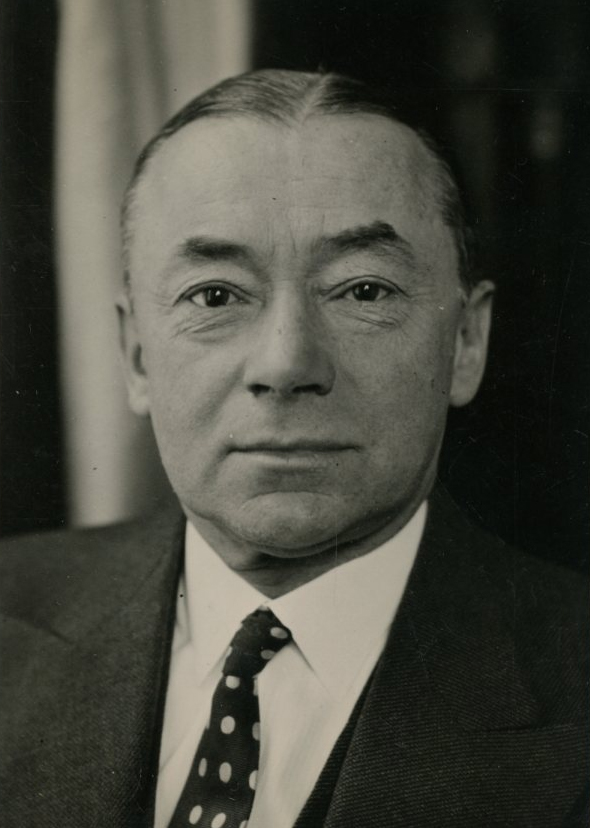
Paul Reynaud

Das CNI stellte mit René Coty den zweiten Präsidenten sowie mit Antoine Pinay und Joseph Laniel zwei Ministerpräsidenten der IV. Republik. Einer der herausragenden Abgeordneten der Partei in der Nationalversammlung war der frühere Ministerpräsident der III. Republik Paul Reynaud.

## Geschichte

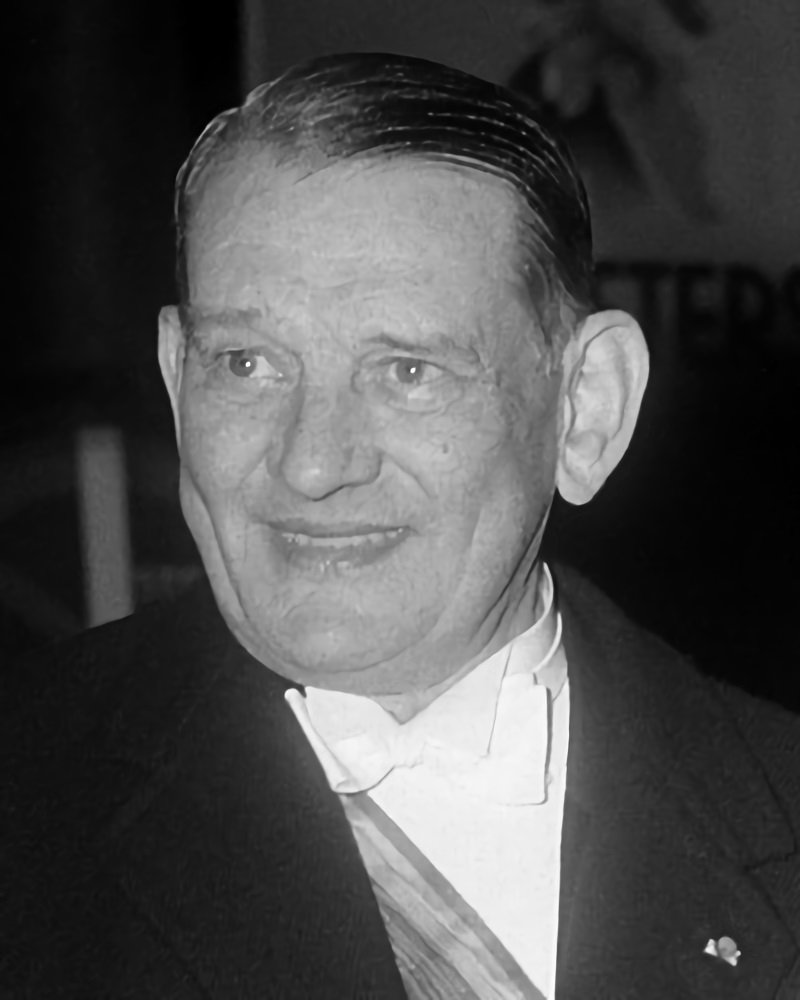
René Coty

### Vierte Republik
Vorläuferin des CNI war die liberale Mitte-rechts-Partei Alliance démocratique (AD), die eine der wichtigsten Parteien der Dritten Republik war. Das ehemalige AD-Mitglied René Coty, damals Vizepräsident des Conseil de la République (zweite Parlamentskammer der Vierten Republik), gründete am 6. Januar 1949 gemeinsam mit Roger Duchet und Jean Boivin-Champeaux das CNI. Innenpolitisch setzte sie sich für eine Amnestie zugunsten zahlreicher in der Zeit der „Épuration“ unmittelbar nach der Befreiung verurteilter Kollaborateure ein. Wirtschaftspolitisch vertrat sie einen eher liberalen, gegen die dirigistische Politik von Sozialisten (SFIO), Kommunisten (PCF) und Christdemokraten (MRP) gerichteten Kurs. In der Außenpolitik unterstützte sie die Europäische Integration und die NATO-Mitgliedschaft Frankreichs. Mit Ministern wie Antoine Pinay und Raymond Marcellin war die Partei seit ihrer Gründung an den Mitte-Regierungen der Troisième Force-Koalition mit SFIO, MRP und der sozialliberalen Parti radical beteiligt.
Im Vorfeld der Parlamentswahl 1951 fusionierten die Parti républicain de la liberté (PRL; größte konservative Partei der unmittelbaren Nachkriegszeit und Nachfolgerin der Fédération républicaine, geführt von Michel Clemenceau und Joseph Laniel) und die Bauernpartei Parti paysan d'union sociale mit dem CNI. Daraufhin wurde der Namensbestandteil et paysans hinzugefügt. Bei der Wahl wurden 97 Mitglieder der CNIP in die Nationalversammlung gewählt. Diese teilten sich jedoch in zwei Fraktionen auf: Républicains indépendants (RI) und Centre républicain d'action paysanne et sociale et des démocrates indépendants (CRAPS-DI). Dies war Ausdruck des Charakters der CNIP als lockere Honoratiorenpartei. Erst 1954 beschloss der Parteitag die Einführung von parlamentarischer Abstimmungsdisziplin bei Entscheidungen, die die Regierungsbeteiligung betrafen. Der Organisationsgrad der Partei war dementsprechend schwach. Sie hatte keine Massenbasis, ihre Mitglieder waren meist lokale Mandatsträger.

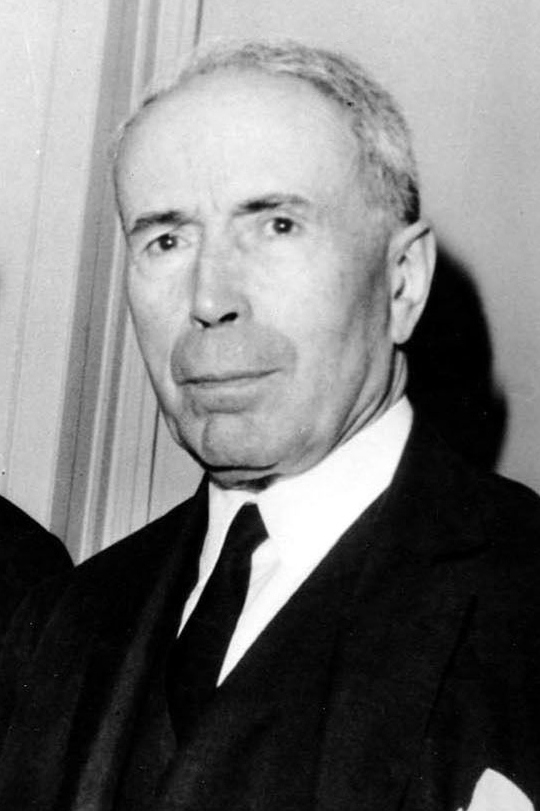
Antoine Pinay

Nach der Wahl 1951 bildete das CNIP Mitte-rechts-Koalitionen mit dem MRP und der Parti radical. Zeitweilig stellte das CNIP den Premierminister: Antoine Pinay (März–Dezember 1952) und Joseph Laniel (Juni 1953–Juni 1954). Der CNIP-Gründer René Coty wurde im Dezember 1953 zum französischen Staatspräsidenten (dem letzten der Vierten Republik) gewählt. Nach der Parlamentswahl 1956 schlossen sich die Abgeordneten des CNIP zu einer Fraktion zusammen, den Indépendants et paysans d'action sociale (IPAS), mit 95 Abgeordneten. Anschließend war die Partei jedoch in der Opposition gegen die Mitte-links-Regierung der Front républicain (Sozialisten und Radikale). Ab November 1957 war das CNIP wieder an der Regierungskoalition beteiligt.

### Fünfte Republik
1958 unterstützte das CNIP die Machtübernahme Charles de Gaulles und die Errichtung der Fünften Republik. De Gaulle nahm auch Mitglieder des CNIP in seine Regierung auf. Nach den Parlamentswahlen im Dezember 1958 hatte die IPAS-Fraktion 107 Vollmitglieder und 10 assoziierte Abgeordnete. Die Partei spaltete sich in der Algerienfrage und über das Misstrauensvotum gegen die Regierung von Georges Pompidou im Oktober 1962. Die CNIP lehnte zudem die von de Gaulle initiierte Einführung der Direktwahl des Präsidenten ab. Eine Gruppe von CNIP-Abgeordneten – darunter Raymond Marcellin, Jean de Broglie und Valéry Giscard d’Estaing – befürwortete hingegen die Verfassungsreform und die Fortsetzung der Koalition mit den Gaullisten unter Georges Pompidou. Aus dieser Spaltung gingen als neue Gruppierung die Républicains indépendants (RI) hervor.
In den Wahlen am 18. und 25. November 1962 verlor das CNIP den Großteil seiner Mandate und die Partei spielt seither keine bedeutende Rolle mehr. Bei der ersten Direktwahl des Staatspräsidenten 1965 unterstützte das CNIP die (erfolglose) Kandidatur des Christdemokraten Jean Lecanuet. 1966 beteiligte sich das CNIP mit den Überresten des christdemokratischen MRP das Centre démocrate (CD) unter Führung Lecanuets. Noch vor der Parlamentswahl 1967 schied das CNIP aber wieder aus dem CD aus. Bei dieser Wahl verlor die Partei sämtliche Mandate in der Nationalversammlung. Bei der Präsidentschaftswahl 1974 unterstützte das CNIP die erfolgreiche Kandidatur von Valéry Giscard d’Estaing (RI). Erst 1978 kehrte das CNIP im Bündnis mit den bürgerlichen Parteien RPR und UDF mit neun Abgeordneten ins Parlament zurück.
Philippe Malaud war von 1980 bis 1987 Vorsitzender der Partei. Unter seiner Führung versuchte sie durch eine Art Brückenfunktion zwischen den bürgerlich-konservativen Parteien RPR und UDF einerseits und den Rechtsextremen des Front National andererseits politische Bedeutung zu erlangen. Bei der Parlamentswahl 1986, die (anders als sonst in Frankreich üblich) nach Verhältniswahlrecht abgehalten wurde, traten Kandidaten des CNIP auf den Listen des Rassemblement National (Front National und Verbündete). Drei Abgeordnete des CNIP saßen anschließend in der Fraktion Front national – Rassemblement national, zwei waren mit der konservativen RPR-Fraktion assoziiert. Der Parteivorsitzende Philippe Malaud wurde im Dezember 1987 aus der Partei ausgeschlossen und gründete die Fédération Nationale des Indépendants (FNI), die sich für einen Zusammenschluss von bürgerlichen und extremen Rechten einsetzte. Bei der vorgezogenen Parlamentswahl 1988 wurden nur noch zwei CNIP-Abgeordnete gewählt. Bei der Europawahl 1989 zogen zwei CNIP-Mitglieder über die Mitte-rechts-Liste von RPR und UDF ins Europäische Parlament ein. Zur Parlamentswahl 1997 bildete das CNIP ein Bündnis mit dem nationalkonservativen und EU-skeptischen Mouvement pour la France (MPF) unter der Bezeichnung La Droite Indépendante („die unabhängige Rechte“), konnte aber keinen Sitz erringen.
Im Oktober 2002 trat das CNIP als assoziierte Partei der Mitte-rechts-Sammelpartei Union pour un mouvement populaire (UMP) bei. Bei der Präsidentschaftswahl 2007 unterstützte die Partei Nicolas Sarkozy von der UMP, nachdem ein eigener Kandidat, der stellvertretende Parteivorsitzende Jean-Michel Jardry, nicht die erforderlichen 500 Unterschriften von Abgeordneten, Senatoren, Bürgermeistern und/oder anderen Amtsträgern erhalten hatte. Im Juni 2008 kündigte das CNIP das Assoziationsabkommen mit der UMP. Grund dafür waren wachsender Differenzen: Sarkozys Regierung sei etwa nicht hart genug in ihrer Ablehnung zum EU-Beitritt der Türkei und sei mehr bemüht, die sogenannte Ouverture (mit Regierungsteilnahme isolierter sozialistischer Dissidenten) weiterzuentwickeln, als das rechte Bündnis zu verstärken. Die CNI blieb aber mit ihren eigenen Listen bei der folgenden Europawahl am 9. Juni 2009 erfolglos.
Gilles Bourdouleix, Bürgermeister der Stadt Cholet und seit 2002 Abgeordneter des westfranzösischen Départements Maine-et-Loire in der Nationalversammlung, führte die Partei von 2009 bis 2015. Im November 2010 trat sie wieder dem Comité de liaison de la majorité présidentielle bei, der Dachorganisation der mit Präsident Sarkozy und seiner UMP verbündeten Mitte-rechts-Parteien. Bourdouleix bemühte sich um eine Kandidatur bei der Präsidentschaftswahl 2012, erhielt aber nicht die notwendigen Unterstützerunterschriften. Bourdouleix verteidigte bei der Parlamentswahl 2012 sein Mandat und schloss sich der Fraktion der Union des démocrates et indépendants (UDI) an. Das CNIP war bis 2013 assoziiere Partei der UDI.
Bruno North wurde im Januar 2016 zum neuen Parteivorsitzenden gewählt. Im Vorfeld der Präsidentschaftswahl 2017 beteiligte sich das CNIP an der Vorwahl der konservativen Les Républicains und ihrer Verbündeten. In der Stichwahl zwischen Emmanuel Macron und Marine Le Pen gab die Partei keine offizielle Wahlempfehlung ab, North sprach sich aber für Le Pen von der Front National aus. Mehrere Verbandsvorsitzende der CNIP verließen daraufhin die Partei und wechselten zu Chasse, pêche, nature, traditions (CPNT). Im April 2018 schloss sich das CNIP dem rechtskonservativen Bündnis Les amoureux de la France („Verliebt in Frankreich“) mit Debout la France und Parti chrétien-démocrate an.